# 김진용 (연극 배우)

## 영화
- 2016년 무더 - 카페사장 역
- 2016년 부산행 - 생존자 역
- 2013년 창수 - 공사장인부3 역
- 2010년 의형제 - 아파트단지 총격요원 4 역
- 2009년 세리와 하르 - 구경꾼들역
- 2008년 추격자 - 주택남 역

## 연극
- 2010년 서울테러
- 2009년 녹차정원